# 2015-2016年ラタキア攻勢
2015-2016年ラタキア攻勢は、シリア内戦においてトルコと国境を接するラタキア県の反政府勢力支配地域を奪還するために2015年10月にシリア政府軍が行った戦役。

## 攻撃

### 政府軍の最初の進撃
10月15日、シリア政府軍はラタキア北部の田園地帯で大規模な攻勢を開始した。10月19日、シリア陸軍（SAA）はタル・ジワイクの丘の上から北に進んだ後、ラタキア北部のアルザヒヤ山脈のポイント1112、ポイント482、Tal Thamamiyah、カワ・アル＝ハタブ、Tal Thalathaを占領した。ある報告によると、翌日のロシアの空爆により、反政府勢力の沿岸第1師団の司令官バジル・ザモが他の4人の戦闘員と共に死亡した。他の報告では、攻撃による死者は45人となっており、その中に少なくとも15人の民間人が含まれている。
10月30日、反政府勢力はKafar Delbahの地域を奪還したが、親政府勢力はこれを否定した。
11月1日から3日の間に、ラタキア北部の山岳地帯にあるGhammamの村をめぐる激しい衝突が起こった。村は4回にわたって占領され、最終的には反政府勢力が再び村を支配することになった。兵士13人と不詳数の反政府勢力が死亡した。2日後、政府軍はこの地域の3つの村を占領し、11月6日にGhammamとGhammamを見下ろすジャバル・バクダッシュ丘を制圧した。
11月9日と10日、反政府勢力はGhammam地域のいくつかの地点を奪還したと報じられたが、軍事筋によって否定された。
11月13日から23日の間に、政府軍は200平方キロメートルの領土を奪還した。11月25日、政府軍はラタキアの山々にある3つの丘（Tal Al-Yakdashの丘を含む）を占領し、Ghamam周辺へと進軍し、Dayr Hanna、al-Dughmishlyia、Beit'Ayyashの村を奪還した。
11月18日から23日までの間に、政府軍は10の丘（ジェブ・アル＝アマール地域の6つを含む）と、3つの村を占領し、アル＝ザヒ山脈の完全な支配を行った。
11月24日、反政府勢力はアル＝ザヒ山脈とTal al-Etyraを取り戻し、政府軍はJabal Sheikh Mohammadの村と丘の上を占領した。翌日、政府軍はアル＝ザヒ山脈とアティーラ地域に進軍し、アル＝ザヒを奪還した。

### トルコのロシア戦闘機撃墜
11月24日、トルコのF-16はシリアとトルコの国境近くでロシアの戦闘爆撃機Su-24を撃墜した。ロシアのパイロット１人が死亡し、ラタキア北部の山岳地帯で行われた救助作戦で別のロシア兵が死亡した。ロシアの救助ヘリコプターもTOWによって破壊されたが、乗組員に怪我はなかった。その日遅く、2人目のパイロットは特殊部隊に救助され、その後ラタキアの軍用空港に到着した。
ジャバル・トルクメンは、トルコ空軍によるロシア戦闘爆撃機の撃墜後、ロシア軍による激しい爆撃を受けた。
11月27日、アル＝カイダの関連組織アル＝ヌスラ戦線とシリアのトルキスタン・イスラム党は、シリア陸軍が迫撃砲で砲撃し、ロシアの軍用機がジャバル・アル＝アクラドを爆撃する中、ジャバル・ヌバ周辺でシリア政府軍とヒズボラ軍と戦った。シリア陸軍の数百発のロケットによる激しい砲撃により、トルクメンの軍事指導者であるジャバル・トルクマンとともに、トルキスタンイスラム党の15人の戦闘員が殺害された。トルキスタンイスラム党は、その週の間に政府軍との衝突で30人以上が殺害されたと報告した。   同日、政府軍はさらに2つの丘を奪還し、ジャバル・アル＝ヌバ山を確保した。

### 継続的な政府の進歩
12月1日、政府軍は3つの村とジャバル・アル＝カシュカル山脈を占領した。これらの前進により、陸軍はアル＝ジェブ・アル＝アマール地域を完全に支配した。
12月3日から15日までの間に、政府軍は最大20の村と丘を占領した         。この間、イスラム教徒の反政府勢力は、ジャバル・アル＝ナワバ周辺のいくつかの検問所も奪還した。ラタキア北部の田園地帯では、ロシアの空爆で反政府勢力の司令官2名が死亡した。
12月16日、政府軍はラタキアの北部の田園地帯にある戦略上重要なアル＝ヌバ山地（ジャバル・アル＝ヌバ）を占領した。同日、政府軍はイドリブ県の県境に位置する2つの丘の頂上も奪還した。
12月17日から20日の間に、政府軍はトルコ国境に沿ってさらに10の村と地点を占領し、反政府勢力はジャバル・アル＝サイード山脈を奪還し、ジャバル・アル＝ヌバ山の一部を奪還した。
12月23日と24日、ロシアの空爆支援を受けた政府軍が、ジャバル・アル＝ヌバ山とジャバル・アル＝サイード山を奪還したと報じられた。
12月25日から1月10日までの間に、政府軍はKatf Al-Alamah地域を含む、さらに2ダースの村と丘を完全に支配した。そのうち、反政府勢力が奪還できたのはわずか2つの村だけであった。

### サルマとラビアの奪還
1月12日の朝、政府軍が反政府勢力の拠点でラタキア北部の田園地帯にあるクルド山地（abal al-Akrad）においての反政府勢力の最重要地点サルマの東側に位置する戦略上重要な村Tartiyahを完全に支配下に置いた。その日の後半に、政府軍はサルマを完全に掌握した。
翌日、軍はサルマの支配を拡大し、MrouniyahとMarj Khawkhaを占領した。1月15日までに、反政府勢力の防御が崩壊したため、政府軍はさらに6つの村を支配下に置いた。
2016年1月16日、政府軍はアル＝サラフを見下ろすいくつかの丘と、さらに6つの村を占領した 。
翌日、政府軍は戦略上重要な町ラビアの近くの2つの山頂と、ジャバル・アル＝アクラードとトルクメン山全体の6つの村を占領した。
1月20日、政府の進軍は続き、さらに2つの村を奪還した。しかし、1月18日から20日の間に反乱軍が反撃し、4つの村と丘が奪還された。それでも、政府軍が依然として戦略上重要な高地を占領していたため、これらの奪還した陣地に対する反政府勢力の保持力は弱かった。
1月21日、新たな陸軍の攻撃が始まり、1月24日までに20の村を占領し、戦略上重要な町ラビアを三方で取り囲んだ。ラビア自体もその日に制圧された。
1月12日から25日までの間に、ロシアとシリアの軍用機は522回以上の空爆を行い、政府の地上部隊は3,000発以上のロケット弾とミサイルを発射し、36の町や村を制圧した。その中でも重要だったのはジャバル・アル・アクラドとジャバル・アル・トルクメンの反政府勢力の主要拠点サルマとラビアである。この2週間の作戦中に、72人のシリア兵と124人の外国人反政府勢力が殺害された。 

### キンサバに向けてSAAが進軍
1月27日から31日までの間に、政府軍は7つの村、Ruweisat Al-Nimr丘とJabal Al-Mulqa山を奪還した 。
2月1日、政府軍が村とその周辺の丘から完全に撤退した後、反政府勢力はトルコ国境近くのナワラ（ケレス）を奪還した。一方、ジャバル・アル＝トルクメン（トルクメン山脈）の東では、政府軍が反政府勢力の拠点であるキンサバに向けて北上を続けていた。
2月3日、サルマで「新兵器」の使用についてシリア兵の訓練を行っていたロシアの軍事顧問が反政府勢力の迫撃砲の砲撃で死亡し、ロシア兵3人が負傷した。
2月6日から7日の間に、政府軍がAliyah（Krouja）の村とその丘を奪還した。同日、共和国防衛隊第103旅団と他のシリアの準軍組織が川を渡り、バシュラの村を奪還した。この攻撃は、アル＝ヌスラ戦線とFSA沿岸第1旅団の防衛を標的としたロシアの空爆によって強力に支援された。2月8日、彼らはさらに進軍し、キンサバ地域の2つの村を含む4つの村を奪還した。
2月9日、クルド山地のサウジアラビア国民で上級アル＝ヌスラ戦線野戦指揮官、アブデルアジズアルディバイキ（ノムデゲレ「アブハムザ」）が共和国親衛隊の第103旅団によって殺害された。 軍が以前に失ったいくつかの位置を取り戻したため、少なくとも16人のアル＝ヌスラ戦線の戦闘員がロシアの空爆で死亡した。2日後、兵士12人が死亡した戦闘の後、反乱軍はKroujaを含む2つの村を奪還した。2月13日、軍は村を含む失ったいくつかの陣地を奪還した。
2月14日、陸軍は3つの村を占領し、翌日にはさらに7つの場所を占領してキンサバに向かった。2月16日にさらに2つの村が占領されると、軍はキンサバに到着し、町への最終攻撃の準備が始まった。トルコ国境を見下ろすタルガザレー丘からの反政府勢力のほとんどがキンサバの防衛を強化するために再配置されたため、政府軍はこの機会を利用して丘を襲撃し、占領した。キンサバへの攻撃は2月17日に始まり 、西側の側面にある3つの村をすばやく占領し、反政府勢力が撤退するための道路を1つ開けたままにした。翌朝、キンサバは確保された。この進軍後の軍の次の目的は、 Jabal al-Akradで最も高い地点のひとつカバニの村であり、そこはアル・ガブ平野を見下ろすことができ、反政府勢力が依然としてカルダハのような場所を砲撃できる場所であった。

### 最後の作戦
2月20日から23日にかけて、陸軍は進撃を続け、キンサバの北にある8つの村と丘を占領した。2月26日、政府軍はラタキアとイドリブの県境にあるアイン・アル＝バイダを支配し、その翌日にサラフの村とヌスラが支配するトルコとの国境を見下ろすタル・ナワラットの丘を制圧した。
3月2日、軍はカバニとその丘への攻撃を開始した。他の場所では、3つの村と1つの丘を占領したと報じられた。10日後、カバニの丘（丘1154）の戦略上重要な高地は政府軍に奪われた。この間、陸軍はカバニを見下ろすズウェイカット山頂も奪取した。それでも、反政府活動家は3月9日に、反政府勢力がズウェイカットを奪還したと報告した。

## 余波
アル＝ヌスラ主導の反政府勢力は2016年4月中旬に攻撃を開始し、ジャバル・アル＝カラート（カラート山）とアル＝バイダ村の一部を占領した。シリア陸軍は数日以内に反撃を開始し、失った全ての陣地を奪還し、再びカバニ周辺の高地への攻撃を続けた。また、シリア兵の心臓を食べたことで「人食い人間」と呼ばれたアル＝ヌスラ戦線の有名な司令官、Abu Shakkarが戦闘中に死亡した。
4月14日から29日の間に、政府軍はカバニ郊外の2つの戦略上重要な丘を奪還する試みに10回失敗した。4月30日時点で、3日間の停戦が発効した際に、1154高地を制圧したのは誰なのかについて矛盾する報告があった・
5月30日、陸軍はトルコ国境と、ラタキア北部に残っている反政府勢力が支配する村々を見下ろすTall Haddadehの丘の上を占領した。
6月末、FSAグループの支援を受けて、アル＝ヌスラ主導のファトフ軍がトルクマン山地とクルド山地で反撃を開始し、ロシアの空爆で撤退する前にいくつかの村を占領した。この戦闘で反政府勢力33人と兵士15人が死亡した。それでも、数日後の反政府勢力の2回目の攻撃により、キンサバと、その周辺の十数の村や丘の占領に成功した。8月8日、シリア陸軍は反撃中にキンサバとその周辺の村や丘を奪還した。

## 戦略的分析
反体制派のアルジャジーラによる分析によると、ラタキア攻勢の目的は、海岸からハマとホムスを経てダマスカスに至るアラウィー派が支配する潜在的な国家（ロシアが支援）を強固なものにすることであった。これには、ラタキア北部の住民を強制退去させ、政府の支持者と入れ替わるようにすることが必要であった。同じ情報源によると、ラタキア北部の人口のほとんどはトルクメン出身であるため、この攻勢はトルコ政府を当惑させ、圧力をかけることも目的としている。この情報源によると、政府軍による前進は、ロシア空軍が使用した強力なミサイルと、イドリブ県とハマ県の反政府勢力の支援が不足していたことに起因しているという。
一方、シリア政府はシリア全土の奪還を目指していると主張している。この場合、ラタキアを全て奪還した後の次の理にかなったステップは、隣接するイドリブに移動し、2016年初頭に反体制派に奪われたものを奪還することかもしれない。